# (13992) Cesarebarbieri
(13992) Cesarebarbieri est un astéroïde de la ceinture principale.

## Description
(13992) Cesarebarbieri est un astéroïde de la ceinture principale. Il fut découvert le 17 mars 1993 à La Silla par le programme UESAC. Il présente une orbite caractérisée par un demi-grand axe de 2,37 UA, une excentricité de 0,10 et une inclinaison de 7,3° par rapport à l'écliptique.

## Compléments